# Skoki z klifów na Mistrzostwach Świata w Pływaniu 2013 – kobiety
Skoki z klifów kobiet – jedna z konkurencji rozgrywanych podczas Mistrzostw Świata w Pływaniu 2013 w ramach skoków z klifu. Zawody zostały rozegrane 30 lipca.
Do rywalizacji zgłoszonych zostało 6 zawodniczek z 4 państw.
Zwyciężczynią konkurencji została Amerykanka Cesilie Carlton. Drugie miejsc zajęła jej rodaczka Ginger Huber, a trzecie przypadło Annie Bader z Niemiec.

## Wyniki
| Miejsce | Zawodniczka       | Państwo           | Runda 1 | Runda 2 | Runda 3 | Razem  |
| ------- | ----------------- | ----------------- | ------- | ------- | ------- | ------ |
| 01 !    | Cesilie Carlton   | Stany Zjednoczone | 54.60   | 72.85   | 84.15   | 211.60 |
| 02 !    | Ginger Huber      | Stany Zjednoczone | 62.40   | 79.05   | 65.25   | 206.70 |
| 03 !    | Anna Bader        | Niemcy            | 65.00   | 72.60   | 66.30   | 203.90 |
| 4.      | Stephanie de Lima | Kanada            | 50.70   | 71.40   | 60.45   | 182.55 |
| 5.      | Tara Hyer Tira    | Stany Zjednoczone | 62.40   | 57.40   | 57.40   | 177.20 |
| 6.      | Diana Tomilina    | Ukraina           | 42.90   | 74.25   | 36.80   | 153.95 |